# Crockenhill
Crockenhill är en ort och civil parish i grevskapet Kent i sydöstra England. Orten ligger i distriktet Sevenoaks, cirka 2 kilometer sydväst om Swanley och cirka 4 kilometer öster om Orpington. Tätorten (built-up area) hade 1 570 invånare vid folkräkningen år 2021.